# Zagreb Open 2000
Lo Zagreb Open 2000 è stato un torneo di tennis facente parte della categoria ATP Challenger Series nell'ambito dell'ATP Challenger Series 2000. Il torneo si è giocato a Zagabria in Croazia dal 15 al 21 maggio 2000 su campi in terra rossa.

## Vincitori

### Singolare
Gastón Etlis ha battuto in finale  Agustín Calleri con il punteggio di 6–3, 7–5

### Doppio
Michaël Llodra /  Diego Nargiso hanno battuto in finale  Eduardo Nicolas /  Germán Puentes con il punteggio di 6–2, 6–3